# Apeadero de Sabugal
El Apeadero de Sabugal es una plataforma ferroviaria desactivada de la Línea de la Beira Baixa, que servía a la localidad de Sabugal, en el Distrito de Guarda, en Portugal.

## Historia
Este apeadero se encuentra en el tramo entre las estaciones de Covilhã y Guarda, que fue concluido el 11 de abril de 1893, e inaugurado el 11 de  mayo del mismo año.
En 1933, el tránsito ferroviario fue suspendido entre Sabugal, que entonces poseía la categoría de estación, y Covilhã, debido a obras en el Túnel de Sabugal.
La circulación en este tramo fue suspendida por la Red Ferroviaria Nacional el 9 de marzo de 2009, para procederse a obras de rehabilitación.